# Yves Delacour
Yves Christian Victor Delacourt (* 15. März 1930 in Le Perreux-sur-Marne; † 14. März 2014 in Férolles-Attilly) war ein französischer Ruderer. Er gewann eine Bronzemedaille bei den Olympischen Spielen 1956.

## Sportliche Karriere
Yves Delacour ruderte für die Société d'Encouragement du Sport Nautique in Nogent-sur-Marne. 1955 trat Delacour bei den Mittelmeerspielen in Barcelona im Achter an und gewann die Bronzemedaille.
Bei den Olympischen Spielen 1956 in Melbourne startete Delacour zusammen mit René Guissart, Guy Guillabert und Gaston Mercier  im Vierer ohne Steuermann. Die Franzosen unterlagen im Vorlauf dem Boot aus den Vereinigten Staaten und qualifizierten sich über den Hoffnungslauf für das Halbfinale. Im Halbfinale qualifizierten sich die ersten beiden Boote aus beiden Läufen für das Finale, aus dem ersten Halbfinale setzten sich Kanadier und Franzosen, aus dem zweiten Halbfinale US-Amerikaner und Italiener durch. Im Finale siegten die Kanadier mit fast zehn Sekunden Vorsprung vor dem US-Boot, zweieinhalb Sekunden dahinter gewannen die Franzosen die Bronzemedaille vor den italienischen Europameistern des Jahres 1956.
Bei Ruder-Europameisterschaften war Delacour insgesamt von 1954 an sechsmal am Start, seine beste Platzierung war ein fünfter Platz. 1952 und 1955 im Achter und 1959 im Vierer ohne Steuermann erkämpfte Delacour französische Meistertitel. Neben seiner Karriere als Ruderer trat Delacour auch als Kanute an und gewann 1953 und 1957 französische Meistertitel.